# .info
.info (от английски: information) е домейн от първо ниво (TLD).
Домейнът е предвиден да се използва от информационния сектор. Създаден е с цел да облекчи нуждите от качествени .com домейни.
Седемте нови gTLD, избрани от над 180 предложения, са били предназначени отчасти да отнемат натиска от домейна .com.